# Jordanoleiopus flavovittatus
Jordanoleiopus flavovittatus är en skalbaggsart som beskrevs av Stefan von Breuning 1966. Jordanoleiopus flavovittatus ingår i släktet Jordanoleiopus och familjen långhorningar. Inga underarter finns listade i Catalogue of Life.